# Bitwa o Latyczów
Bitwa o Latyczów – bitwa stoczona w dniach 18–22 lutego 1920 pod Latyczowem, podczas wojny polsko-bolszewickiej.
Po zakończeniu wojny polsko-ukraińskiej, polski Front Podolski pozostawał względnie stabilny i biegł wzdłuż Bugu, niedaleko Zbrucza. Podczas manewru, który miał skrócić linie polskiej 5 Dywizji Piechoty gen. Władysława Jędrzejewskiego, napotkano oddziały radzieckiej 44 Dywizji Strzelców i jednostki kawalerii Grigorija Kotowskiego.
Polacy zaatakowali siły rosyjskie 18 lutego, ale z niewielkim powodzeniem. 20 lutego gen. Jędrzejewski zdecydował się rzucić wszystkie swoje rezerwy, co zaowocowało zdobyciem Latyczowa przez polską 5 Dywizję Piechoty. Nowe pozycje stały się jednym z punktów koncentracji dla Wojska Polskiego i armii URL przed ofensywą kijowską. W czerwcu i lipcu 1920 r. na obrzeżach Latyczowa doszło do kolejnej bitwy, czasami określanej jako II bitwa o Latyczów, w której Wojsko Polskie zatrzymało Sowietów w drodze na Lwów.